# Erechthias sphenotoma
Erechthias sphenotoma är en fjärilsart som beskrevs av Edward Meyrick 1935. Erechthias sphenotoma ingår i släktet Erechthias och familjen äkta malar.
Artens utbredningsområde är Fiji. Inga underarter finns listade i Catalogue of Life.